# Colin Forde
Colin Recardo Forde (* 16. September 1949) ist ein ehemaliger barbadischer Radsportler.

## Leben und sportliche Laufbahn
Colin Forde nahm bei den Olympischen Sommerspielen 1968 im Bahnradsport in der Einerverfolgung teil, wo er den 22. Rang belegte. Zudem nahm er im Straßenrennen teil, konnte dieses jedoch nicht beenden.
Sein Sohn Barry Forde war ebenfalls Radsportler.